# 어드밴스트 커뮤니케이션스 라이저

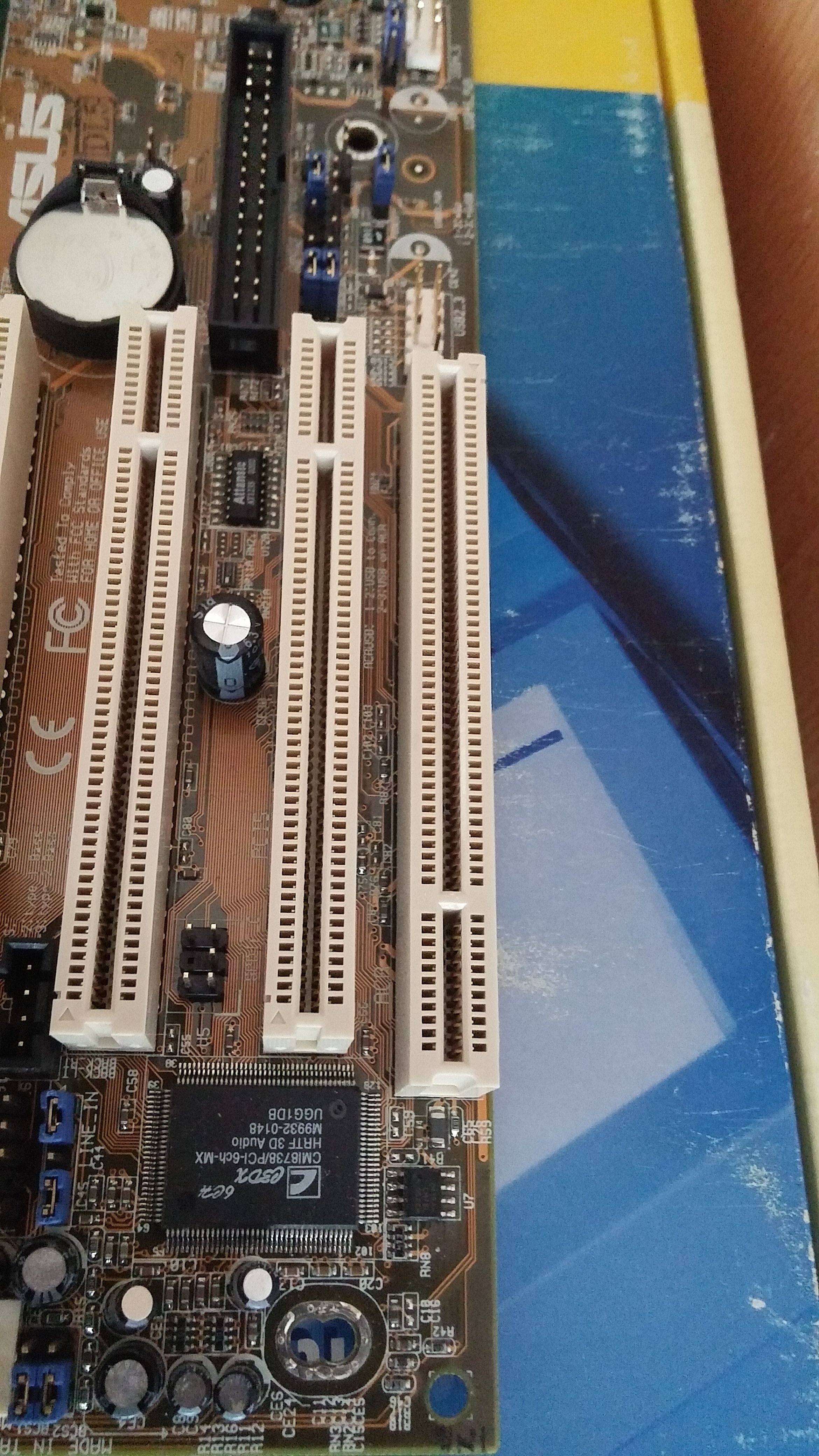
ACR 확장 슬롯(오른쪽), 왼쪽 PCI 슬롯 2개

어드밴스트 커뮤니케이션스 라이저(Advanced Communications Riser, ACR)는 PC 메인보드 확장 슬롯의 폼 팩터이자 기술 사양이다. 이는 PCI 슬롯에 대한 보완책이자 원래의 오디오/모뎀 라이저(AMR) 슬롯을 대체하며 인텔의 통신 및 네트워킹 라이저(CNR) 슬롯에 대한 경쟁자이자 대안을 의미한다.

## 기술
ACR 사양은 오디오 및 통신 장치에 중점을 두고 특정 확장 카드를 컴퓨터에 연결하는 저렴한 방법을 제공한다. 사운드 카드와 모뎀은 이 사양을 사용하는 가장 일반적인 장치이다. ACR 및 기타 라이저 카드는 주변 장치의 컴퓨팅 작업 대부분을 CPU로 오프로드하여 하드웨어 비용을 낮춘다.
ACR은 역방향 및 오프셋된 120핀 PCI 커넥터를 사용하여 최신 기술에 대한 지원을 포함하는 동시에 46핀 AMR 카드와의 역호환성을 유지한다. 또한 커넥터는 이미 대량으로 구매한 PCI 커넥터와 동일하므로 제조업체에게는 더 비용 효율적이고 간단하다. ACR이 지원하는 새로운 기능에는 모델 및 공급업체 정보 저장을 위한 EEPROM 표준, USB 지원, DSL(디지털 가입자 회선)용 통합 패킷 버스, 케이블 모뎀 및 무선 네트워킹 지원이 포함된다.

## 역사
ACR 사양은 AMR 사양을 대체할 목적으로 ACR SIG(Advanced Communications Riser Special Interest Group)에서 2000년에 작성되었다. AMR 카드와 하위호환이 가능하고 기술적으로 우수하기 때문에 빠르게 교체했다.
ACR은 마더보드에 장착된 개별 부품으로 인해 더 이상 사용되지 않는다.